# التلاعب بنتائج المباريات في كرة القدم
في عام 2013، وصف كريس إيتون، رئيس الأمن السابق في الاتحاد الدولي لكرة القدم (الهيئة الحاكمة للرياضة في العالم)، قضية التلاعب بنتائج المباريات في كرة القدم بأنها «أزمة»، بينما قال رئيس الاتحاد الأوروبي لكرة القدم ميشيل بلاتيني أنه إذا استمرت هذه القضية، فإن «كرة القدم ستموت». كما صرح تشانج جيلونج، رئيس الاتحاد الآسيوي لكرة القدم، بأنها «جائحة». كما تؤثر هذه القضية على عدد من الرياضات الأخرى في جميع أنحاء العالم.
في مايو 2011، أعلن الاتحاد الدولي لكرة القدم (فيفا) عن خطة لمكافحة التلاعب بنتائج المباريات، وفي سبتمبر 2012 حذر رئيس الاتحاد الدولي لكرة القدم جوزيف بلاتر من أن التلاعب بنتائج المباريات يعرض «نزاهة اللعبة» للخطر. وفي سبتمبر 2014، أعلن مجلس أوروبا أيضًا أنه سيعالج المشكلة.
خضع عدد من الأندية في دول مختلفة حول العالم للتلاعب في نتائج المباريات، بما في ذلك أستراليا، والصين، وإسبانيا. كما تم التحقيق مع المنتخب الوطني لجنوب إفريقيا.
في الأشهر الثمانية عشر التي سبقت فبراير 2013، حقق اليوروبول في 680 مباراة في 30 دولة. في نوفمبر 2013، تم توجيه الاتهام إلى 11 رجلاً في إستونيا بالتلاعب في 17 مباراة.
غالبًا ما تُعزى المشكلة إلى العصابات الإجرامية المتمركزة في آسيا، والتي تولد «مئات المليارات من اليورو سنويًا».
وقد حظي اللاعبون الذين رفضوا الرشوة علنًا بالثناء، كما حدث في قضية بليز.

## الجزائر
في سبتمبر 2018، تحدثت هيئة الإذاعة البريطانية (بي بي سي) عن التلاعب بنتائج المباريات في كرة القدم الجزائرية.

## أذربيجان
في 30 نوفمبر 2017، أكد نادي كشله أنه أنهى عقود نظامي حاجييف ومير حسين سيدوف بسبب الاشتباه في التلاعب بالنتائج، مع اعتقالهما أيضًا. في اليوم التالي، 1 ديسمبر 2017، تم حظر حاجييف وسيدوف من جميع أنشطة كرة القدم من قبل اتحاد أذربيجان لكرة القدم. في ديسمبر 2019، تم القبض على جمشيد محرموف فيما يتعلق بمزاعم التلاعب بالنتائج التي أدت إلى حظره من كرة القدم من قبل اتحاد أذربيجان لكرة القدم في عام 2017.

## بنغلاديش
في 29 أغسطس 2021، أُدين نادي آرامباغ كيه إس بالتلاعب في النتائج والتلاعب بالمباريات والمراهنات المباشرة وعبر الإنترنت. فرضت لجنة الانضباط التابعة لاتحاد بنغلادش لكرة القدم غرامة قدرها 500 ألف تاكا ومنعت آرامباغ من دخول دوري الدرجة الثانية، دوري البطولة البنغلاديشي لمدة عامين. سيتعين على النادي دخول كرة القدم المحلية مرة أخرى من خلال دوري الدرجة الثالثة، دوري الدرجة الأولى لكرة القدم في دكا.

## بلجيكا
في أكتوبر 2018، تم القبض على 14 شخصًا، بما في ذلك حكمان، واتهامهم بالرشوة فيما يتعلق بمعركتي هبوط في تحقيق في التلاعب بنتائج المباريات.

## بنين
في أبريل 2019، كان اللاعب الدولي السابق لمنتخب بنين سيداث تشوموغو واحدًا من أربعة لاعبين دوليين أفارقة سابقين تم إيقافهم مدى الحياة من قبل الاتحاد الدولي لكرة القدم (الفيفا) بسبب «التلاعب بالنتائج».

## البرازيل
في أكتوبر 2024، طلبت لجنة التحقيق البرلمانية بشأن المراهنات الرياضية من الاتحاد البرازيلي لكرة القدم إجراء تحقيق في تقارير عن حوادث مشبوهة خلال المباريات بين بالميراس ضد فورتاليزا، وفيتوريا ضد فلومينينسي، والطرد السريع لمهاجم كروزيرو رافائيل سيلفا في المباراة ضد أتلتيكو باراناينسي. وقعت كل هذه الأحداث في 26 أكتوبر.

## كندا
الدوري الكندي لكرة القدم هو دوري شبه احترافي غير مرخص في كندا، وكان مرخصًا سابقًا من قبل اتحاد كندا لكرة القدم. وعلى الرغم من اسمه، فإن الدوري الكندي لكرة القدم ليس دوريًا وطنيًا حيث تقع الفرق فقط في جنوب أونتاريو. في 12 سبتمبر 2012، أفادت هيئة الإذاعة الكندية أن مباراة الدوري الكندي لكرة القدم التي أقيمت في سبتمبر 2009 تم التلاعب بها. في 31 يناير 2013، أعلنت هيئة الإذاعة الكندية أنها ألغت اعتماد الدوري. بعد إعلان عام 2013، انسحبت فرق الدوري الأمريكي لكرة القدم الكندية تورونتو ومونتريال من المشاركة في الدوري الكندي لكرة القدم.
استمر الدوري الكندي الممتاز في العمل بعد إلغاء اعتماده من قبل هيئة الرياضة الكندية. أفاد المركز الدولي للأمن الرياضي لاحقًا أن 42% من المباريات في موسم «الدوري المارق» لعام 2015 أظهرت علامات على نشاط مراهنات مشبوه. في عام 2016، فتحت شرطة الخيالة الملكية الكندية تحقيقات في التلاعب المزعوم بنتائج المباريات في الدوري الكندي الممتاز.

## الصين
كانت «حادثة خمسة فئران جيا بي» عبارة عن سلسلة من حوادث التلاعب بنتائج المباريات التي شملت خمسة فرق كرة قدم في الجولات النهائية لدوري جيا بي من الدرجة الثانية عام 2001 (الدوري الصيني الأول حاليًا). قضى الحكم جونج جيان بينج 18 شهرًا في السجن قبل أن يموت بسرطان الدم.
من عام 2009 إلى عام 2011، كشف تحقيق واسع النطاق أجرته وزارة الأمن العام في الصين في الفترة من 2009 إلى 2013 عن العديد من فضائح التلاعب في نتائج المباريات التي حدثت بشكل رئيسي بين عامي 2003 و2009 في الدوريين الصينيين من الدرجة الأولى. ونتيجة لذلك، تم تجريد شنغهاي شينهوا من لقب الدوري من الدرجة الأولى لعام 2003. حُكم على نواب رئيس الاتحاد الصيني لكرة القدم السابقين شي يالونج ونان يونج ويانج ييمين بالسجن لمدة 10.5 سنوات. حُكم على حكم كأس العالم لو جون ولاعبي المنتخب الصيني لكرة القدم شن سي وجيانغ جين وتشي هونغ ولي مينغ بالسجن لمدة 5.5 سنوات أو 6 سنوات. في ديسمبر 2024، تم سجن لي تي بتهمة التلاعب بنتائج المباريات والرشوة.

## السلفادور
في 20 سبتمبر 2013، قام الاتحاد السلفادوري لكرة القدم بإيقاف 14 لاعبًا سلفادوريًا مدى الحياة، وثلاثة لاعبين آخرين لفترات أقصر، بسبب تورطهم في التلاعب بنتائج المباريات أثناء اللعب مع منتخب السلفادور لكرة القدم في مباريات مختلفة خلال الفترة 2010–2012. والموقوفون مدى الحياة هم دنيس ألاس، ولويس أنايا، وداروين بونيلا، وكريستيان كاستيلو، ورامون فلوريس، ومارفن غونزاليس، وميغيل غرناطة، وخوسيه هينريكز، ورينالدو أنطونيو هرنانديز، وميغيل مونتيس، وألفريدو باتشيكو، وداغوبيرتو بورتيو، وأوسايل روميرو، ورامون سانشيز.
وشمل المتلاعبون في المباريات بعضًا من أشهر لاعبي السلفادور. كان سانشيز قائدًا للفريق في كأس الكونكاكاف الذهبية 2009. وكان جونزاليس قائدًا في كأس الكونكاكاف الذهبية 2011، عندما قام هو وسبعة لاعبين آخرين من هؤلاء بالتلاعب في النتيجة في خسارة 5–0 أمام منتخب المكسيك لكرة القدم. في وقت الإيقاف، كان باتشيكو يحمل الرقم القياسي لأكثر عدد من المشاركات في منتخب السلفادور لكرة القدم؛ فقد قُتل في عام 2015 عندما غادر حمامًا في محطة وقود في سانتا آنا مونيسباليتي. لعب كاستيلو (دي.سي. يونايتد) وروميرو (شيفاز يو إس أي) في الدوري الأمريكي لكرة القدم.

## إنجلترا
تم القبض على ستة أشخاص، من بينهم ثلاثة لاعبين حاليين واللاعب السابق ديلروي فاسي، في نوفمبر 2013 للاشتباه في التلاعب بنتائج المباريات. تم توجيه الاتهام لاحقًا إلى رجلين سنغافوريين، بينما تم توجيه الاتهام أيضًا إلى لاعبين غير محترفين في نادي وايتهوك في ديسمبر 2013. ونتيجة لهذا التحقيق، تم سجن ثلاثة أشخاص في يونيو 2014.
في وقت لاحق من ذلك الشهر، تم التحقيق مع لاعب كرة القدم المحترف سام سودجي بعد أن تم تصويره من قبل صحفي سري يدعي أنه قام بالتلاعب في المباريات؛ تم القبض على ما مجموعه ستة أشخاص، بما في ذلك اللاعب النشط دي جي كامبل. تم تبرئة كامبل لاحقًا من جميع الاتهامات. تم تسمية كريستيان مونتانيو أيضًا كواحد من المعتقلين، وتم طرده لاحقًا من قبل نادي أولدهام أثلتيك. نفى مونتانيو لاحقًا الاتهامات. في مارس 2014، أُعيد اعتقال اللاعبين الستة، إلى جانب سبعة لاعبين جدد، جميعهم مقيمون في شمال غرب إنجلترا. تم تسمية اللاعبين السبعة الجدد الذين تم القبض عليهم لاحقًا وهم جون ويلش، كيث كيني، بايلي رايت، ديفيد بوكانان، بين ديفيز وجراهام كامينز (الذين يلعبون جميعًا لصالح بريستون نورث إيند)، وستيفن داوسون (الذي يلعب لصالح بارنسلي)؛ صرح السبعة جميعًا أنهم أبرياء. تم إطلاق سراح الرجال متأخرًا بكفالة. في يناير 2015 تم إطلاق سراح جميع اللاعبين الـ13 دون توجيه أي تهمة لهم.
اجتمع ممثلون من عدد من الرياضات في ديسمبر 2013 لمناقشة القضية، بينما صرح اللاعب السابق آلان شيرر أنه يجب اتباع نهج «عدم التسامح مطلقًا» مع المشكلة. كما صرح دارين بيلي من الاتحاد الإنجليزي لكرة القدم أن قوانين المقامرة في البلاد لم تساعد في معالجة التلاعب بنتائج المباريات في هذه الرياضة.
في يونيو 2014، أُعلن أنه يُعتقد أن 13 مباراة تم التلاعب بنتائجها في كرة القدم البريطانية خلال موسم 2013–14.
في 1 سبتمبر 2014، اتُهم اللاعب المحترف السابق ديلروي فاسي بالتلاعب بنتائج المباريات. بدأت المحاكمة في أبريل 2015، عندما اتُهم بأنه «وسيط» لآخرين أدينوا بالفعل بارتكاب الجريمة. بعد إدانته في وقت لاحق من ذلك الشهر، حُكم عليه بالسجن لمدة عامين ونصف.
في أكتوبر 2022، تم إيقاف اللاعب كينان إسحاق، الذي يلعب خارج الدوري، لمدة 10 سنوات بسبب التلاعب بنتيجة مباراة في كأس الاتحاد الإنجليزي.

## فرنسا
في نوفمبر 2014، كان رؤساء أندية الدوري الفرنسي الدرجة الثانية كان ونيم من بين العديد من الأشخاص الذين تم اعتقالهم للاشتباه في التلاعب بنتائج المباريات. وجاءت الاعتقالات بعد التعادل 1–1 بين كان ونيم في مايو 2014، وهي نتيجة مفيدة للغاية لكلا الناديين.
في أبريل 2019، تقدم نادي جانجون بشكوى إلى رابطة الدوري الفرنسي لكرة القدم بشأن مباراة بين كان وأنجيه. وقالت الرابطة إنها تحقق في «شكوك حول نزاهة» النتيجة.

## اليونان
لقد كان الفساد متفشيًا منذ فترة طويلة في كرة القدم اليونانية.

## إيطاليا
- قضية نابولي 1948
- توتونرو 1980
- توتونرو 1986
- قضية جنوة 2005
- الكالتشيوبولي 2006
- فضيحة التلاعب بنتائج مباريات كرة القدم الإيطالية 2011–12
- فضيحة التلاعب بنتائج مباريات كرة القدم الإيطالية 2015 [الإنجليزية]

في يونيو 2018، بدأ المدعون العامون التحقيق مع بارما فيما يتعلق بالتلاعب المزعوم في نتائج المباريات. في يوليو 2018، تلقى لاعب بارما إيمانويلي كالايو حظرًا لمدة عامين بعد إدانته بالتلاعب في نتائج المباريات «لإثارة جهد أقل» من خلال رسائل نصية إلى لاعبي سبيزيا في مباراتهم الأخيرة من الدوري الإيطالي الدرجة الثانية 2017–18 للحصول على الصعود؛ تلقى بارما خصمًا قدره 5 نقاط في الدوري الإيطالي 2018–19. في 9 أغسطس، تم إلغاء خصم النقاط الخمس لبارما وتخفيض حظر كالايو، وينتهي في 31 ديسمبر 2018.

## كينيا
في فبراير 2019، تم ذكر اسم اللاعب الدولي السابق جورج أوينو في تقرير للفيفا زعم تورطه في التلاعب بنتائج المباريات. في أبريل 2019، كان أوينو واحدًا من أربعة لاعبين دوليين أفارقة سابقين تم إيقافهم مدى الحياة من قبل الفيفا بسبب «التلاعب بنتائج المباريات».

## لبنان
شملت فضيحة التلاعب بنتائج مباريات كرة القدم اللبنانية 2013 24 لاعباً، وتم إيقاف اثنين منهم (رامز ديوب ومحمود العلي) عن ممارسة الرياضة مدى الحياة.

## ليبيريا
في أغسطس 2019، تم إيقاف الحكم جوزيفوس تورجيلار لمدة عامين بتهمة الرشوة.

## مالاوي
في أبريل 2019، كان اللاعب الدولي السابق لمنتخب مالاوي هلينغز موكاسونغولا واحدًا من أربعة لاعبين دوليين أفارقة سابقين تم إيقافهم مدى الحياة من قبل الاتحاد الدولي لكرة القدم (الفيفا) بسبب «التلاعب بالنتائج».

## نيبال
في 14 أكتوبر 2015، ألقت شرطة كاتماندو القبض على خمسة لاعبين من المنتخب النيبالي للاشتباه في تورطهم في التلاعب بنتائج مباريات تصفيات كأس العالم 2011. واستند الاعتقال إلى معلومات واردة من الاتحاد الآسيوي لكرة القدم وتعاونه مع خدمات الأمن سبورت رادار.
في نوفمبر 2015، ظهر هؤلاء اللاعبون النيباليون الخمسة أمام المحكمة بتهمة التلاعب بنتائج المباريات.

## النيجر
في عام 2019، أوقف الاتحاد الدولي لكرة القدم (الفيفا) الحكم النيجري إبراهيم شايبو [الإنجليزية] مدى الحياة بتهمة التلاعب بنتائج المباريات وتلقي الرشاوى. شايبو، الذي يُعتبر أحد أكثر حالات الفساد شهرة في كرة القدم، استدعاه الاتحاد الدولي لكرة القدم مرارًا وتكرارًا لتقديم نفسه، لكنه لم يغادر موطنه النيجر منذ ذلك الحين.

## نيجيريا
في أغسطس 2019، فرض الاتحاد الدولي لكرة القدم (فيفا) حظرًا مدى الحياة على سامسون سياسيا فيما يتعلق بالتلاعب بنتائج المباريات. وقال إنه سيستأنف لكنه لم يكن في عجلة من أمره للقيام بذلك.

## البرتغال
في عام 2004، أطلقت الشرطة القضائية البرتغالية عملية أبيتو دورادو [الإنجليزية] وسمت العديد من رؤساء الأندية البرتغالية وشخصيات كرة القدم كمشتبه بهم في التلاعب بنتائج المباريات، وأبرزهم رئيس نادي بورتو بينتو دا كوستا. يمكن العثور على بعض عمليات التنصت المستخدمة كدليل، والتي اعتبرت غير صالحة للاستخدام في المحكمة، على موقع يوتيوب.

## رومانيا
يُطلق على التلاعب بنتائج المباريات في كرة القدم الرومانية اسم (بالرومانية: blat)‏ الجمع (بالرومانية: blaturi)‏. ويُستخدم هذا المصطلح على وجه التحديد في مسابقة كرة القدم المحلية المسماة دوري الدرجة الأولى الروماني لشرح الاتفاق الودي بين رئيسين أو أكثر من رؤساء أندية كرة القدم للتلاعب بنتائج المباريات. وتعني blat من الناحية اللغوية «العجين» وهي مصطلح يشير إلى تصميم السفر السري في حافلة المدينة (لا يوجد لها صيغة جمع). لذا فإن (بالرومانية: blătar)‏ يتلاعب بنتائج المباريات بينما (بالرومانية: blatist)‏ يسافر دون تذكرة حافلة. وترتبط (بالرومانية: Blats)‏ أكثر بالفترة التي سبقت الثورة الرومانية عام 1989. وكان للإدارة المحلية والمركزية الشيوعية دور حاسم في تحديد الفرق التي ستلعب في الموسم التالي في الدرجة الأولى. ومن ثم وافق الرؤساء على مساعدة بعضهم البعض لتجنب الهبوط من الدرجة الأولى. وأطلق على هذه الجمعية غير الرسمية القذرة اسم «التعاونيات» (استخدمها لأول مرة في عام 1992 لاعب كرة القدم الدولي السابق ومحلل كرة القدم الحالي كورنيل دينو من مصطلح يشير إلى النظام الشيوعي للجمعيات الزراعية المشتركة) وكانت تتألف من 3 أو 5 رؤساء مؤثرين على الأكثر. وفي عام 1995 اعترف دوميترو دراغومير، الرئيس السابق نادي فيكتوريا بوخارست والرئيس الحالي للدوري المحلي، خلال مناظرة تلفزيونية بأنه كان متورطًا سابقًا في مثل هذه الصفقات.
بعد انهيار الشيوعية، ارتبطت ظاهرة (بالرومانية: blat)‏ بتطور الاقتصاد غير الرسمي. وقد عملت وسائل الإعلام على زيادة الوعي بشأن مثل هذه المعاملات الواضحة، رغم أنها لم تؤد حتى الآن إلى تحقيقات جادة في الفساد. واتفق العديد من أصحاب أندية كرة القدم، وخاصة خارج بوخارست، على إنشاء رابطة غير رسمية بين 3 أو 5 ملاك بهدف مساعدة بعضهم البعض وإشراك فرق أخرى للانضمام إلى هذه «العصابة». وتتلخص هذه الطريقة في السماح لكل فريق من الفرق المشاركة بالفوز في المباريات التي تقام على أرضه، والقبول بخسارة المباريات التي تقام خارج أرضه. وكان جان بادوريانو (المعروف أيضًا باسم اللورد)، رئيس جلوريا بيستريتسا، والمعروف أيضًا في وسائل الإعلام الرومانية باسم والد بلاتوري، هو أكثر رؤساء أندية كرة القدم إنتاجًا والذي كان منشئ هذا الكارتل. وتشمل القائمة جورجي ستيفان (المعروف أيضًا باسم بينالتي)، رئيس سياهلول نادي بياترا نيامتس، وروميو باسكو (المعروف أيضًا باسم بريك دانس)، رئيس نادي براشوف. كما أطلق كورنيل دينو على فريق قسم أ لقب «بطل جينيل (بادوريانو) وروميل (باسكو) وفانيل (ستيفان)» لأن هؤلاء الرؤساء الثلاثة كان لهم تأثير أكبر في قرار النتائج. خلال عامي 1999 و2001، تم تسمية فريق روكار المملوك لضابط الأمن السابق وحارس نيكولاي تشاوتشيسكو الشخصي جورجي (جيجي) نيتويو «بطل البلاتوري» في وسائل الإعلام المحلية.
وصف البعض الفترة بين عامي 1992 و2002 بأنها «العصر المظلم» لكرة القدم الرومانية. بعد هذه الفترة شهدت أندية الدرجة الأولى بعضًا من أسوأ النتائج للفرق الرومانية في المسابقات الأوروبية.
خلال هذه السنوات لم يتم اتخاذ أي إجراء عقابي من قبل هيئات السلطة المركزية لكرة القدم مثل اتحاد رومانيا لكرة القدم أو دوري الدرجة الأولى الروماني لوقفه. بعد أن تم تصنيف كرة القدم الرومانية على أنها الأرخص وواحدة من أقل البطولات إثارة في العالم[بحاجة لمصدر]، قرر أصحاب الأندية الجدد إزالة أنديتهم من مثل هذه الاتفاقيات مع إمكانية اللعب بشكل تنافسي مرة أخرى. في عام 2003 بعد خسارة التأهل لبطولة كرة القدم النهائية الثانية، اعترف رئيس نادي إف سي إم باكاو دوميترو سيشيلاريو في برنامج حواري مباشر لكرة القدم بأنه كان متورطًا بقوة في المباريات الثابتة وأن هناك رابطة من اثنين أو ثلاثة رؤساء فعلوا الشيء نفسه، واقترحوا وقف هذه الممارسة. كان هذا بمثابة تحول ونقطة حاسمة في القضاء على سياسة المباريات الثابتة. بعد ذلك، انخفض عدد المباريات الثابتة وكانت العديد من نتائج البطولات المحلية مرة أخرى نتيجة للمباريات العادلة. واعترفت الصحافة بأن الأداء التنافسي للفرق الرومانية خلال بطولة أوروبا 2005–2006 كان نتيجة طبيعية لاستئصال البلاتوري بسبب حملة قوية وطويلة الأمد ضد البلاتوري.

## صربيا
في يناير 2008، كان رئيس نادي الدرجة الأولى الصربي فويفودينا نوفي ساد، راتكو بتوروفيتش، ومدير الملعب ميلان شابريتش، والحكام ميهايلو جيكنيتش، وبوريسلاف كاسانسكي، وجوران كوفاتشيفيتش من بين العديد الذين تم اعتقالهم للاشتباه في التلاعب بنتائج المباريات.
تم القبض على راتكو بتوروفيتش الملقب باتا كانكان للاشتباه في قيامه برشوة الحكم ميهايلو جيكنيتش بمبلغ 4000 يورو لقيادة المباراة في لوتشاني في 12 ديسمبر من العام الماضي لصالح فويفودينا نوفي ساد لاعب بتوروفيتش الذي كان زائرًا.
في أكتوبر 2009، تغلبت صربيا على رومانيا بنتيجة 5–0 في بلغراد في مباراة تصفيات كأس العالم 2010. بعد الهزيمة، توجه الفريق الروماني إلى فندقهم في بلغراد وشاهد بعض الصحفيين أدريان موتو يغادر للاحتفال مع بوتوروفيتش.
في يونيو 2012، لعب منتخب صربيا تحت 19 عامًا ضد رومانيا في دور النخبة في بطولة أوروبا تحت 19 سنة لكرة القدم 2012، وفاز الصرب 3–0 في صربيا، وقبل المباراة شوهد ثلاثة لاعبين رومانيين يلتقطون الصور مع بوتوروفيتش.
وفقًا لميركو بوليديكا رئيس نقابة لاعبي كرة القدم المحترفين في صربيا، فقد كان التلاعب بنتائج المباريات في بطولات كرة القدم في البلاد سرًا عامًا لسنوات. 'لقد عرف الناس عن التلاعب بنتائج المباريات منذ فترة طويلة، لكن هذه هي المرة الأولى التي يتحدث فيها اللاعبون عنها علنًا. لسوء الحظ، هناك الكثير من الجرائم وهناك الكثير من المشاغبين في كرة القدم الصربية. كثير من أولئك الذين يعرفون شيئًا ما، ليس لديهم الشجاعة للحديث عن المباريات التي تم التلاعب بنتائجها، بسبب سلامتهم الشخصية. تلقى بعض اللاعبين رسائل نصية تهديدية: إذا لم يلتزموا الصمت، فسوف يعانون من عواقب وخيمة'

## سيراليون
في يوليو 2014، أوقف اتحاد سيراليون لكرة القدم 15 شخصًا إلى أجل غير مسمى بسبب مزاعم التلاعب بنتائج المباريات – 4 لاعبين (إبراهيم كارغبو وإبراهيم كوروما وصامويل بارلاي [الإنجليزية] وكريستيان كولكير) بالإضافة إلى 3 حكام و8 مسؤولين، بما في ذلك رودني مايكل [الإنجليزية]. نفى كوروما لاحقًا المزاعم، كما تم الإعلان عن تحقيق في المزاعم. تم رفع الحظر عن اللاعبين الخمسة عشر في مارس 2015.
في أبريل 2019، كان الدولي السيراليوني السابق إبراهيم كارغبو أحد أربعة لاعبين دوليين أفارقة سابقين تم إيقافهم مدى الحياة من قبل الاتحاد الدولي لكرة القدم (الفيفا) بسبب «التلاعب بالنتائج».

## إسبانيا
في مايو 2019، ألقت الشرطة في إسبانيا القبض على عدد من الأشخاص (بما في ذلك لاعبين حاليين وسابقين) للتحقيق في مزاعم التلاعب بنتائج المباريات.
في مارس 2023، اتُهم نادي برشلونة برشوة مسؤول التحكيم. داهمت الشرطة مكتب الإحالة في سبتمبر 2023.

## السويد
في نوفمبر 2019، أدانت محكمة سويدية اللاعب النيجيري ديكسون إيتوهو بتهمة التلاعب بنتائج المباريات، وقال إنه سيستأنف الحكم. وقال كل من الدفاع والادعاء إنهما سيستأنفان الحكم.

## طاجيكستان
في أغسطس 2021، تم إيقاف المهاجم الإيراني أمير معماري مانيش مدى الحياة من قبل اتحاد طاجيكستان لكرة القدم بسبب اعترافه بالمراهنة على مبارياته مع دوشانبي 83 [الإنجليزية].

## توغو
في مارس 2019، تم إيقاف الحكم التوغولي كوكو هوجنيمون فاجلا مدى الحياة من قبل الاتحاد الدولي لكرة القدم بسبب التلاعب بنتائج المباريات. وقد نفى أن يكون قد فعل ذلك.

## أوكرانيا
في مايو 2018، تم اتهام 35 ناديًا أوكرانيًا بالتلاعب في نتائج المباريات.

## أوزبكستان
في سبتمبر 2022، تم فرض حظر لمدة خمس سنوات على لاعب خط الوسط الجورجي ماخارادزي كاخي بسبب التلاعب بنتائج المباريات التي تورط فيها ناديه لوكوموتيف طشقند.